# Die Augenweide
Die Augenweide (französischer Originaltitel: Coqueluche) ist ein französischer Kurzfilm aus dem Jahr 2018 nach dem Drehbuch und in der Regie von Aurélien Peyre. Die Kamera führte Masanori Omori. Die Hauptrollen spielen Shanen Ricci und Sébastien François. Der für einen Kurzfilm mit 47 Minuten recht lange Film wurde produziert von Sonia Buchman und am 2. September 2018 im französischen Original mit deutschen Untertiteln im Nachtprogramm von Arte ausgestrahlt.
Der Titel des Filmes ist im Französischen zweideutig. Eigentlich handelt es sich bei la coqueluche um Keuchhusten, also etwas, was man sicherlich nicht haben will, anderseits in der Wendung être la coqueluche de… ist jemand der Schwarm oder Liebling von jemandem.

## Handlung
Oliviers Familie verbringt ihren Urlaub auf der kleinen Insel Bréhat in der Bretagne. Dorthin lädt er seine 19 Jahre alte Freundin Laurine (Shanen Ricci) ein. Als Oliver (Sébastien François) Laurine vom Schiff abholt, wird er von seinem Cousin Juste und dessen besten Freund begleitet. Laurine, mit Nasenpiercing und in rosa Hot Pants gekleidet, mit passender Sonnenbrille und batteriegetriebenem Ventilator, schreitet wie eine Diva vom Schiff auf den Anleger. Olivier stellt ihr seinen Cousin Juste vor, wobei sie sich über dessen Namen lustig macht, der im Französischen soviel bedeutet wie «genau», «richtig», aber auch «kurz», woraufhin dieser mit seinem jüngeren Bruder Martin zunächst das Feld räumt.
Bei einem Fahrradverleiher ist Olivier noch sichtbar stolz auf die Schönheit seiner Freundin, als der Verleiher das Fahrrad auf Laurine einstellt. Dann machen sich die beiden mit dem Fahrrad und Laurines Gepäck auf den Weg zum Sommerhaus der Familie, wo Laurine die versammelten Frauen begrüßt. Catherine, die Mutter Oliviers ist von der wenig mit ihren Reizen geizenden Laurine aber alles andere als begeistert. Ein Gastgeschenk, eine Andouille, kommentiert sie mit den Worten, Laurine hätte aus ihrer Gegend besser Oliven mitgebracht. Die Doppeldeutigkeit und Symbolik in diesem Dialog geht in der Übersetzung teilweise verloren: das Wort andouille steht sowohl für eine in vielen französischen Regionen aus Innereien erzeugte Wurstspezialität als auch umgangssprachlich für einen Dummkopf. Die Antwort bezieht sich darauf, dass diese Wurst auch in der Bretagne erzeugt wird, während es Oliven in der Bretagne nicht gibt.
Später sitzen Laurine und Olivier mit Juste und Martin am Hafen und trinken Bier. Als es ans Bezahlen geht, ist Laurine ein bisschen verwundert über den hohen Preis von fünf Euro für ein kleines Bier, übernimmt aber die gemeinsame Rechnung der vier über 55 Euro, was diese wie selbstverständlich zur Kenntnis nehmen. Während Laurine in knappen Badeanzug in der untergehenden Sonne im Meer herumtollt, fragt Juste seinen Cousin, woher er Laurine kenne. Er erzählt, dass sie ihn auf einer Unifete angesprochen habe. Justes Freund äfft Laurine nach und lästert über sie, als sie Muscheln aufhebt. Olivier protestiert, dass Laurine doch gar nicht so spreche. Weitere Verstimmung gelangt zwischen die beiden Cousins, als Juste seinen Cousin fragt, was denn Laurine auf der Insel wolle. Olivier antwortet, dass Laurine wunderschön, lustig und natürlich sei. Abends auf dem Zimmer knutschen Laurine und Olivier ein wenig, als Oliviers Mutter klopft. Wegen der Musik im Zimmer könne niemand schlafen, lamentiert sie, und Olivier macht das Radio aus. Beide hören auf zu küssen und sagen sich gute Nacht.
Am nächsten Morgen treffen Laurine und Olivier am Strand auf Juste und Martin und zwei andere Mädchen, Laure und Victoire, denen Juste offenbar bereits über Laurine erzählt hat. Als Laurine eine kleine Muschel im Sand aufhebt und lautmalerisch fragt, wo diese herkomme, erklärt Victoire, dass der Mond für die Gezeiten sorge und diese Wellen erzeuge, welche die Muscheln an den Strand würfen. Laurine antwortet ironisch, sie habe das vergessen, weil es bei ihr zuhause keine Gezeiten gäbe. Dann sprechen Martin und Laurine darüber, was sie den Rest der Ferien machen werden. Martin erzählt, dass er eine Sprachreise machen werde und Laurine davon, mit einer Freundin in Théoule an der Côte d’Azur zu arbeiten, wofür sie 2500 Euro plus Trinkgeld erhalte. Victoire wirft ein, sie würde im August mit ihrer Mutter für das Rote Kreuz in Kambodscha arbeiten, aber das sei ohne Bezahlung, ehrenamtlich. As Laurine und Olivier später am Strand spazieren gehen sagt Laurine, dass sie gerne eine so große Familie hätte. Als ein kleines Mädchen angelaufen kommt und Laurine mit Tang bewirft, fasst diese das als Spaß auf – oder auch nicht – und wirft den Tang zurück, worauf das Mädchen in Weinen ausbricht. Die Mutter eilt herbei und fragt Laurine erbost, ob sie denn wahnsinnig sei. Diese entschuldigt sich, es sei nur Spaß gewesen.
Zum Abendessen zieht sich Laurine um, obwohl Olivier ihr sagt, man würde zum Abendessen in bequemer Kleidung zusammensitzen. Laurine zieht ein superkurzes, glitzerndes grellrotes Minikleid an und ist damit sichtlich overdressed. Oliviers Mutter kommentiert es als «Weihnachtsdekoration». Später sucht Laurine nach Olivier, der mit seinen Cousins und den Mädchen auf einem Ruderboot sitzt. Auf Justes Frage an Laurine, ob das Kleid ihr «Barbie-Outfit» sei, fragt Olivier zurück, ob Juste sein «Arsch-Outfit» zeige. Laurine sagt zu Victoire, dass ihr die Ballerinas gefallen, die das Mädchen trägt. Sie könne selbst keine flachen Schuhe tragen, sie sähe darin superdoof aus. Jean-Denis, der Patenonkel Oliviers fragt beim Abendessen Laurine, wie lange sie bleiben werde, und auf deren Antwort, sie bleibe solange, wie man sie da haben wolle, wirft Juste ein, das nächste Boot gehe am Morgen um neun Uhr, was allgemeines Gelächter auslöst. Laurine streckt Juste die Zunge raus, doch Olivier ist das peinlich; er streicht Laurine entschuldigend über die Schulter.
Nach einem kleinen Vorfall in der Küche, bei dem Jean-Denis Victoire und Laure einen Klaps auf den Po gibt – den sich Laurine verbittet – kommt es jedoch zwischen ihr und Olivier zu einer Meinungsverschiedenheit, weil sie das nicht für Spaß hält. Olivier meint, es sei nicht so, dass alle mit ihr ins Bett gehen wollen, doch Laurine empfindet das so. Olivier führt das darauf zurück, wie Laurine sich kleidet. Später am Hafen, machen die beiden die Bekanntschaft anderer junger Männer. Als ihr Lieblingslied gespielt wird machen, tanzt Laurin, zunächst allein, weil Olivier keine Lust zum Tanzen hat. Einer der Männer fragt Olivier unverhohlen, wie Laurine denn im Bett sei, dann springt er auf und tanzt mit Laurine. Es kommen Juste, Oliviers Mutter und weitere Familienmitglieder dazu. Die Situation ist Olivier peinlich, und er verweigert Laurine deswegen verärgert später während des Feuerwerks zum 14. Juli eine Umarmung.
Irgendwann in der Nacht sitzen die beiden, Juste, Victoire und Laure mit zwei Engländerinnen zusammen. Eine der Engländerinnen schlägt ein Trinkspiel vor. Dabei sagt einer der Teilnehmer, was er noch nie getan hat, und alle, die das aber schon getan haben, müssen einen Schluck trinken. Wer zweimal hintereinander trinken muss, muss eine Mutprobe absolvieren. Es ist schließlich Oliver, der mit Laure Zungenküsse austauschen soll, nachdem er zugeben musste, dass er schon mit zwei Mädchen in der Runde geschlafen habe – Laurine und Laure. und die beiden haben sichtlich Gefallen daran, was zu Totenstille in der Runde führt.
Wieder am Strand nehmen die beiden Engländerinnen und Laurine ein Bad. Sie fordert Olivier auf, mit ins Wasser zu kommen, doch der sitzt lieber bei Laure. Als er und Juste pinkeln gehen, gibt Olivier zu, es wäre seltsam gewesen, Laure zu küssen. Ohne Zahnspange küsse sie besser als früher. Juste antwortet, Olivier könne mit Laure nichts anfangen, solange Laurine da sei. Als Laure und Victoire in eine Diskothek abziehen, geht Olivier mit und lässt Laurine zurück. Juste bleibt zurück, er solle Laurine Bescheid sagen, sobald sie aus dem Wasser käme. Er sagt ihr jedoch, die Mädchen seien alleine tanzen gegangen und Oliver sei müde und zu Hause. Doch als Laurine ins Zimmer kommt, ist Olivier nicht da. Sie ruft ihn an, und er gibt zu, in der Diskothek zu sein.
Laurine geht in die Diskothek und kommt dazu, wie Olivier und Laure eng miteinander tanzen. Als Laurine Olivier zur Rede stellen will, tritt Juste dazwischen und fordert sie auf, sich einen neuen Freund zu suchen. Laurine dreht sich um und stürmt davon. Als Oliver zu Juste geht, nutzt einer der jungen Männer die Gelegenheit und schleppt Laure ab. Inzwischen ist Laurine im Zimmer angelangt und packt ihre Sachen. Auf dem Weg zum Anleger begegnet sie im Morgengrauen Olivier, der ihr zu erklären versucht, dass es sich um ein Missverständnis handle, da Juste ihr hätte Bescheid geben sollen. Olivier fragt, ob sie ins Zimmer zurückgehen, doch Laurine entgegnet, sie wolle seiner Mutter nicht begegnen und schlägt einen Spaziergang vor.
Am Strand lassen sie sich nieder und Olivier beginnt, Laurine zu küssen, doch sie ist nicht in der Stimmung. «Nur eine schnelle Nummer», drängt Olivier. Er zieht ihr das Höschen aus und schläft mit ihr – ohne dass Laurine Kleid und Schuhe auszieht. Laurine liegt dabei teilnahmslos unter Olivier, blickt zu Seite und fixiert eine Blume, um Olivier zu ertragen. Danach sagt Olivier, er wolle mit Laurine auf das Boot um neun Uhr warten. Laurine fragt überrascht, ob sie abreisen solle und Olivier meint, sie habe doch ihre Sachen gepackt und mitgenommen. Das sei davor gewesen, entgegnet Laurine und meint offensichtlich die «schnelle Nummer», doch Olivier bezeichnet die Situation als kompliziert und es sei besser, wenn Laurine gehe. Diese bricht in Tränen aus. Olivier versucht, das ganze als kleine Pause herunterzuspielen, sie beide würden in Paris «weitermachen». Als der völlig nackte Olivier aufsteht und eine Zigarette raucht, kickt Laurine seine Kleider in einen Dornenbusch, was dieser nicht lustig findet. Sie aber schon. Sie soll ihn dann festhalten, damit er seine Kleider aus dem Busch ziehen kann, ohne in diesen zu fallen, verlangt Olivier. Doch als er sie als «dumm» bezeichnet, lässt sie los, und er fällt kopfüber in den Busch. Sie nimmt ihre Sachen und geht zum Hafen.
Als Laurine am Hafen auf einer Bank liegt und schläft, kommt Laure vorbei, zieht ihre Ballerinas aus und legt sie zu Laurines Sachen. Dann geht sie davon. Unterdessen sitzt Olivier im Zimmer und zupft sich die Dornen aus dem Körper. Schließlich ist es Morgen, das Schiff tutet, Laurine wacht auf, zieht die Ballerinas an, nimmt ihre Sachen und geht zum Schiff.

## Produktionsdetails
Der Film ist eine Produktion von Gladys Glover, unterstützt von den Regionen Bretagne und Normandie, dem Département Côtes-d’Armor und Arte France. Die Dreharbeiten fanden vom 7. bis 22. September auf der île de Bréhat statt.

## Soundtrack
In dem Kurzfilm werden die folgenden Musikstücke gespielt:
- Theme aus A Summer Place von Max Steiner in verschiedenen Versionen:
  - von Ray Conniff und Orchester (1987)
  - von Norrie Paramor und Orchester (1960)
  - von Manuel & the Music of the Mountains (1969)
- Şımarık, interpretiert von Tarkan (1997)
- La Bambola, interpretiert auf Italienisch von Patty Pravo (1968) und auf Französisch von Dalida (1968); die italienische Version wird im Film verwendet, die französische Version läuft zum Abspann.

## Premiere
Der Film wurde erstmals aufgeführt am 4. April 2018 auf dem Kurzfilmfestival von Brive und wurde da mit dem Prix spécial Ciné+ ausgezeichnet. Außerdem wurde er im Juni 2018 auf dem Kurzfilmfestival in Pantin gezeigt. Er wurde am 2. September 2018 auf Arte ausgestrahlt. Auf dem deutschsprachigen Kanal von Arte erfolgte die Ausstrahlung mit deutschen Untertiteln.

## Belege
1. ↑  Nach französischen Regelungen gelten Filme mit einer Länge bis 59 Minuten als Kurzfilme
2. ↑  Dict.leo.org Französisch-Deutsch: coqueluche. Abgerufen am 21. Januar 2019.
3. ↑   Long métrage. Tournage à Bréhat du 7 au 22 septembre, Actu.fr, 4. September 2017. Abgerufen am 15. Januar 2019 (französisch).